# Чернягин, Николай Фёдорович
Николай Фёдорович Чернягин (1851 — не ранее 1914) — директор канцелярии Комитета призрения заслуженных гражданских чиновников, тайный советник.
Родился в 1851 году в семье ревельского 1-й гильдии купца Фёдора Васильевича Чернягина (1805—1858) и Елены Павловны, урождённой Лихачевой (1815—1892).
В 1869 году окончил Петербургское коммерческое училище. Затем учился в Санкт-Петербургском университете. На службу поступил 17 марта 1877 года. К этому времени он был женат (с 1875) на Серафиме Петровне Латкиной, после смерти которой женился второй раз, на Наталье Валериановне Богдановой-Березовской (1863—1940) — сестре известного врача и педагога М. В. Богданова-Березовского.
Служил в Комитете призрения заслуженных гражданских чиновников, в 1900-х годах был директором его канцелярии. Одновременно преподавал в коммерческом училище. В 1900 году был произведён в чин действительного статского советника; с 1908 года — тайный советник.
Был награждён орденами: Св. Станислава 2-й (1889) и 1-й (1903) ст., Св. Анны 2-й ст. (1892), Св. Владимира 3-й ст. (1897).